# OCFS2
OCFS (Oracle Cluster File System) es un sistema de archivos de discos compartidos o sistema de archivos distribuido para clústeres de servidores de sistemas GNU/Linux desarrollado por Oracle Corporation distribuidos bajo los términos de la GNU General Public License. 
La primera versión de OCFS se desarrolló con el objetivo de albergar los archivos de la base de datos de Oracle en entornos clusterizados. Con la segunda versión del sistema las características POSIX fueron incluidas. 
OCFS2 (versión 2) fue integrada dentro de la versión 2.6.16 del núcleo Linux. Inicialmente se marcó como código experimental (Alpha-test). Esta restricción se levantó en la versión 2.6.19. Con la versión de kernel 2.6.29 se añadieron más funcionabilidades como ACLS (access control lists) y cuota